# Ivair Ferreira
Ivair Ferreira conosciuto semplicemente come Ivair o come O Príncipe (Bauru, 27 gennaio 1945 – San Paolo, 15 agosto 2024) è stato un calciatore brasiliano, di ruolo attaccante e centrocampista.

## Biografia
Morì a San Paolo il 15 agosto 2024 di cancro all'età di 79 anni.

## Caratteristiche tecniche
Giocatore di talento, tanto da ricevere il soprannome O Príncipe nel 1963 proprio da O Rei Pelé, Ivair fu un abile leader in campo, dallo stile di gioco elegante ed efficace.

## Carriera

### Club
Iniziò la carriera nel Portuguesa, diventandone un idolo e con cui ottenne il secondo posto nel Torneo Rio-San Paolo 1965. Con i rubro-verde disputò 307 incontri, segnando 103 reti. Ricevette il soprannome O Príncipe nel 1963 proprio da O Rei Pelé dopo un incontro contro il suo Santos, nel quale segnò 2 reti.
Nel 1969 passò al Corinthians, esordendo con il Timão il 14 settembre 1969 proprio contro la sua vecchia squadra in un incontro valido per il Torneo Roberto Gomes Pedrosa 1969, terminato per 2-2 e nel quale segnò una doppietta.
Nel febbraio 1971 disputò l'ultima partita con il Timão e successivamente passò alla Fluminense, con cui vinse due edizioni del Campionato Carioca e una Taça Guanabara.
Durante la sua permanenza alla Flu giocò in prestito all'America-RJ e al Paysandu.
Nel 1975 lasciò il Brasile per recarsi in Canada, ingaggiato dalla franchigia della North American Soccer League dei Toronto Metros-Croatia. Con la squadra di Toronto giocò fino al 1979, vincendo la North American Soccer League 1976, trionfo di cui fu dei maggiori artefici, segnando una rete e fornendo un assist al compagno di squadra Ivan Lukačević, nella finale contro i Minnesota Kicks vinta per 3-0.
Lasciata la NASL giocò brevemente con i Panhellenic Olympics, sempre a Toronto, nella National Soccer League canadese.
Nel 1980 passò agli statunitensi del Cleveland Cobras, franchigia dell'American Soccer League, con cui non riuscì a superare la fase a gironi del campionato 1980.
Lasciato il calcio a undici, si dedicò all'indoor soccer, militando tra il 1980 e il 1982 nel Cleveland Force e nei K.C. Comets, entrambe militanti nella MISL.
Tornato in Brasile allenò nelle giovanili della Portuguesa e fondò alcune scuole calcio.

### Nazionale
Fu tra i 47 preselezionati per partecipare al Campionato mondiale di calcio 1966 con la nazionale di calcio del Brasile, disputando però solo un'amichevole preparatoria contro il Galles il 18 maggio 1966, vinta per 1-0.

## Statistiche

### Cronologia presenze e reti in Nazionale
| Cronologia completa delle presenze e delle reti in nazionale ― Brasile | Cronologia completa delle presenze e delle reti in nazionale ― Brasile | Cronologia completa delle presenze e delle reti in nazionale ― Brasile | Cronologia completa delle presenze e delle reti in nazionale ― Brasile | Cronologia completa delle presenze e delle reti in nazionale ― Brasile | Cronologia completa delle presenze e delle reti in nazionale ― Brasile | Cronologia completa delle presenze e delle reti in nazionale ― Brasile | Cronologia completa delle presenze e delle reti in nazionale ― Brasile |
| Data                                                                   | Città                                                                  | In casa                                                                | Risultato                                                              | Ospiti                                                                 | Competizione                                                           | Reti                                                                   | Note                                                                   |
| ---------------------------------------------------------------------- | ---------------------------------------------------------------------- | ---------------------------------------------------------------------- | ---------------------------------------------------------------------- | ---------------------------------------------------------------------- | ---------------------------------------------------------------------- | ---------------------------------------------------------------------- | ---------------------------------------------------------------------- |
| 18-5-1966                                                              | Belo Horizonte                                                         | Brasile                                                                | 1 – 0                                                                  | Galles                                                                 | Amichevole                                                             | -                                                                      |                                                                        |
| Totale                                                                 |                                                                        | Presenze                                                               | 1                                                                      |                                                                        | Reti                                                                   | 0                                                                      |                                                                        |

## Palmarès
- Campionato Carioca: 2

Fluminense: 1971, 1973
- Taça Guanabara: 1

Fluminense: 1971
- North American Soccer League: 1

Toronto Metros-Croatia: 1976